# 天主教戈德布勒姆教区
天主教戈德布勒姆教區 （拉丁語：Dioecesis Kottapuramensis）是羅馬天主教的一個教區，包括印度喀拉拉邦中部，受韋拉博利總教區管轄。
教區成立於1987年7月3日，2004年有教友86,002名，佔轄區總人口百分之2.7。由九十七名司鐸名管理四十九個堂區。現任教區主教為若瑟‧凱瑞卡瑟立。